# Corynosoma enrietti
Corynosoma enrietti är en hakmaskart som beskrevs av Molfie och Fretas 1953. Corynosoma enrietti ingår i släktet Corynosoma och familjen Polymorphidae. Inga underarter finns listade i Catalogue of Life.